# Біле Різдво
«Біле Різдво» (англ. White Christmas) — різдвяний спецвипуск телесеріалу «Чорне дзеркало». Головні ролі виконали Джон Гемм, Уна Чаплін та Раф Сполл. Сценарій написав творець серіалу Чарлі Брукер. Прем'єра відбулась на Channel 4 16 грудня 2014.

## Сюжет

### Пролог
Джо Поттер (Раф Сполл) та Метт Трент (Джон Гемм) працюють на маленькій станції посеред снігової пустелі. Джо прокидається різдвяного ранку і бачить, що Метт готує святкову вечерю, по радіо грає пісня «I Wish It Could Be Christmas Everyday». Метт намагається розговорити Джо та з'ясувати, як він отримав роботу на станції, оскільки за п'ять років спільної роботи вони ніколи не обговорювали цю тему. Джо не хоче говорити про це, натомість питає те саме у Метта. Радий, що вдалося зав'язати розмову, Метт починає розповідь.

### Частина 1
Історія відбувається у світі, де люди мають доступ до інтернету через пристрій доповненої реальності, який має назву «Зет-Око». Метт допомагає самотнім чоловікам знайти собі дівчину. Він відправляє свого чергового клієнта Гаррі (Расмус Гардікер) на різдвяний корпоратив у одній із компаній та підтримує з ним зв'язок через Зет-Око. До них приєднується група самотніх чоловіків, які висловлюють свої думки щодо цього процесу. Використовуючи інформацію з соціальних медіа, яку йому дає Метт, Гаррі переконує присутніх, що вони давно його знають та вирішує звабити Дженніфер (Наталія Тена) — тиху «привабливу аутсайдерку», яка не підтримує загальної розмови. Вони починають говорити, Дженніфер зізнається йому, що раніше вживала наркотики, і що вона хоче залишити компанію після цього Різдва. Вона нервує, бо не знає, який із голосів слухати: один каже «зроби це», інший відмовляє. Гаррі рекомендує їй наважитись на вчинок, Дженніфер сприймає це тепло. Вона йде по випивку, а в Гаррі починається суперечка з Меттом та іншими чоловіками, він починає говорити надто голосно. Дженніфер помічає це і кличе його до себе додому.
Сподіваючись на секс, Гаррі погоджується. Вони заходять до спальні, Дженніфер пропонує міцну випивку та каже, що це допоможе їм «позбутися голосів». Гаррі та інші чоловіки розуміють, що Дженніфер страждає на шизофренію і щойно отруїла його. Вона помилково вважає, що Гаррі так само хворий і прагне обох їх «звільнити» від цього через суїцид. Послаблений Гаррі розпачливо намагається пояснити їй про Зет-Око, але Дженніфер переконана, що він говорить метафорично і вливає отруту йому в горло, а потім випиває сама. Дружина Метта дізнається, чим він займається, гнівається на нього та блокує за допомогою Зет-Ока — тепер вони не бачать і не чують одне одного, на місці людини видно лише розмитий обрис. Метт пояснює, що його засудили за співучасть у вбивстві Гаррі та відправили відбувати покарання на цю станцію. Також він зізнається, що це було лише його хобі та починає розповідати про свою справжню роботу.

### Частина 2
Ґрета (Уна Чаплін) — багата і вибаглива жінка. Їй роблять операцію з імплантації та подальшого видалення чипа. Пристрій приносять до Ґрети додому, де її спантеличену та налякану свідомість зустрічає Метт. Він пояснює, що вона не справжня Ґрета, а лише цифрова копія, яку називають Реп'яшок. Цю технологію розробили, аби контролювати розумний дім та в усьому допомагати справжній Ґреті, аби вона більше  не мала потреби пояснювати іншим, що їй треба зробити. Метт створює віртуальне тіло для цифрової копії та розміщує її у симульованій білій кімнаті, у якій немає нічого, окрім контрольної панелі. Копія відмовляється прийняти той факт, що вона не людина і не хоче бути рабинею. Робота Метта — зламати волю цифрової копії, але так, щоб та не збожеволіла. Він прискорює сприйняття часу копії, тож три тижні минають за декілька секунд. Вона травмована своєю самотністю у кімнаті та тим, що там нема чим зайнятися, попри це вона досі відмовляється працювати. Метт повторює процедуру і змушує її прожити шість місяців за декілька секунд. Вона знаходиться на межі божевілля, тож приймає свою нову роль.
Наступного ранку Ґрета прокидається під її улюблену музику, і її копія, чий дух остаточно зламаний, готує їй точнісінько такий сніданок, як Ґрета любить, та показує їй список задач на сьогодні.
Джо обурений тим, що Метт побудував кар'єру, катуючи програми, які мають людську свідомість. Метт розуміє, що Джо емпатична людина та знову питає у нього, як він опинився на станції. Джо каже, що батько його дівчини ніколи його не любив та розповідає свою історію.

### Частина 3
Джо мав тривалі стосунки з Бет (Жанет Монтгомері), і хоча вони переважно були щасливими, у них були проблеми через дурну поведінку Джо напідпитку. Одного разу за вечерею з друзями Джо помічає, що Бет у поганому гуморі. Виносячи сміття, він знаходить там позитивний тест на вагітність і радіє з того, що стане батьком. Бет каже, що не хоче дитини і зробить аборт. Джо, будучи п'яним, почувається пригніченим, пригадує, що Бет не відмовлялась від алкоголю під час вечері, називає її егоїсткою та звинувачує у спробі вбивства їхньої дитини. Занадто засмучена, щоб говорити, Бет блокує його через Зет-Око. Вона залишає його вранці, так і не знявши блок, щоб він не зміг вибачитись.
За декілька місяців Джо помічає силует Бет (вона досі блокує його через Зет-Око) та помічає, що вона досі вагітна. Він благає її про прощення, але натомість його заарештовують і його офіційно блокують для неї та її дитини. Він пише листи з вибаченнями, але не отримує відповіді. Бажаючи побачити свою дитину, він їде до котеджу батька Бет, куди вона приїжджає кожного Різдва. Здалеку він бачить силуети Бет та її дитини. Він продовжує приїжджати туди протягом наступних 4 років, щоразу залишаючи подарунки для дитини. Також йому вдалося з'ясувати за силуетом, що це — дівчинка.
Одного дня, дивлячись новини, Джо дізнається, що Бет загинула у катастрофі на залізниці. Через це офіційне блокування знято, тож він тепер може побачити свою дитину. Він купує їй кульку зі снігом як подарунок та їде до котеджу батька Бет. Він знаходить там дівчинку і бачить, що вона має східно-азійські риси обличчя, тож він розуміє, що Бет зраджувала йому з її колегою, через це хотіла зробити аборт і не дозволила Джо стати частиною життя дитини. Розлючений, Джо затіває сварку з батьком Бет, і той зізнається, що знищив усі його листи до того, як Бет їх могла прочитати. Джо б'є його іграшкою, яку приніс як подарунок, та вбиває. Він тікає з котеджу, а за декілька місяців його заарештували.

### Епілог
Метт питає, що сталося з донькою Бет. Спочатку Джо стверджує, що не знає, але потім згадує, що поліцейський розповів йому, що коли вона знайшла діда мертвим, то пішла на вулицю, і там замерзла насмерть. Джо зізнається, що винний у смерті двох невинних людей. Метт виглядає задоволеним і каже, що він вибив «зізнання». Джо усвідомлює, що не пам'ятає, як він опинився на станції, і що вони взагалі там роблять, пізніше він розуміє, що кухня на станції — це копія кухні у котеджі батька Бет. Метт зникає. Виявляється, «Джо» насправді цифрова копія на кшталт копії Ґрети, а справжній Джо відмовляється зізнаватись, тож поліція притягнула Метта, аби він добився зізнання від копії. Події на станції відбувалися протягом 5 років, хоча насправді минуло близько 70 хвилин.
За співпрацю з поліцією, Метт просить звільнити його. Офіцер Голдер (Робін Вівер) пояснює, що його звільнять, але він буде заблокований від усіх. Метт виходить із відділку на Різдвяний ярмарок і бачить усіх людей у формі розмитих силуетів. Він ніколи не зможе контактувати з іншими людьми.
Тим часом офіцери збільшують швидкість часу для копії Джо в Реп'яшку, аби він прожив тисячу років за одну хвилину та встановлюють пісню «I Wish It Could Be Christmas Everyday» (яка грала по радіо, коли Джо вбив батька Бет) на нескінченний повтор. Копія Джо намагається знищити радіо, проте воно щоразу з'являється ціле і неушкоджене на тому самому місці. Голдер запевняє, що вимкне Реп'яшок після Різдва. Історія закінчується нескінченним повтором пісні, під яку копія Джо поволі божеволіє.

## Виробництво

### Кастинг
Запрошені гості для спецепізоду — Джон Гемм, Уна Чаплін та Раф Сполл. Пізніше Гемм зізнався, що він фанат Чорного дзеркала та Чарлі Брукера. «Це дуже дивна історія. Я спитав свого агента, чи можу зустрітися із містером Брукером. Я навіть не знав, чи ми працюємо над третім сезоном, чи над спецепізодом, я просто кайфував від цієї роботи». На відміну від Гемма, Сполл погодився на участь, не бачивши до того серіалу — він був лише знайомий зі сценарієм попереднього епізоду. Уна Чаплін, яка внаслідок свого успіху у «Грі престолів» переїхала з Британії до Лос-Анджелеса, також хвалила сценарій: «Я летіла туди, аби залишитись на рік, але за тиждень я прочитала сценарій і полетіла назад до Британії, аби взяти в цьому участь».

### Зв'язки
У цьому епізоді є декілька відсилань до попередніх епізодів «Чорного дзеркала». На початку епізоду один із чоловіків, з «клубу знайомств» має нік «Я_ВОЛДО». Технологія Зет-Ока подібна до пристрою, що використовується в епізоді «Історія твого життя». Коли Джо перемикає канали, видно шоу з епізодів «Час Волдо» та «П'ятнадцять мільйонів нагород». Тест на вагітність, який Джо знаходить у смітті, — такий самий, як в епізоді «Я скоро повернуся». Рухомий рядок у новинах згадує про прем'єр-міністра з епізоду «Державний гімн», а також Вікторію Скілейн з «Білого ведмедя» та Ліама Монро із «Часу Волдо». Бетані співає в караоке «Anyone Who Knows What Love Is» — ту саму пісню, яку Ебі співала в епізоді «П'ятнадцять мільйонів нагород».

## Відгуки
Епізод був схвально прийнятий критиками. Бен Бомонт-Томас із «The Guardian» похвалив сатиричну складову епізоду. Оглядач «The Telegraph» Марк Монаган поставив епізоду 4/5, зауваживши, що історія була дуже напруженою і прирівняв епізод до найкращих епізодів Чорного дзеркала: «він навмисне перебільшує рівень сучасних технологій та служить таким собі „Жахом перед Різдвом“, покликаним упередити перетворення людей на рабів своїх ґаджетів».